# École de San Francisco
L'École de San Francisco ou  Mouvement Figuratif de la Baie de San Francisco, aussi connu sous le nom Bay Area Figurative School, Bay Area Figurative Art et Bay Area Figuration, est un mouvement artistique du XXe siècle dont font partie plusieurs d'artistes vivants dans le secteur de la Baie de San Francisco.
Il se caractérise par un abandon de l'expressionnisme abstrait et d'un retour à la figuration dans la peinture. 
Le mouvement s'étalant sur les deux décennies des années 1950 et 1960,  se décompose en trois groupes ou générations : 
- La première génération
- La génération Bridge
- La seconde génération

## LaBay First Generation Artists Area School
Issu du mouvement expressionniste abstrait, les artistes dits de la « première génération » abandonnèrent peu à peu le concept de peinture subjective pour un retour vers l'art figuratif. Parmi ces artistes, on trouve : David Park, Richard Diebenkorn, Elmer Bischoff, Wayne Thiebaud et James Weeks.

## LaBridge Generation
La Bridge Generation comprenait Nathan Oliveira, Théophile Brown, Paul Wonner, Roland Petersen, John Hultberg et Frank Lobdell.

## La «Seconde Génération»
Les promoteurs de la « Seconde Génération » étaient pour la plupart des élèves des artistes de la Première Génération. Parmi eux : Bruce McGaw, Henry Villierme, Joan Brown et Manuel Neri. 
De nombreuses institutions et écoles d'art de la région de San Francisco ont participé au développement de ce mouvement artistique, notamment le San Francisco Art Institute, la California College of Arts and Crafts et l'Université de Berkeley.